# کامو وارطانیان (ویراستار)
کارلن (کامو) وارطانیان (ارمنی: Կարլեն (Կամո) Սիրակի Վարդանյան؛ زادهٔ ۱۵ دسامبر ۱۹۲۹) یک  سیاستمدار اهل ارمنستان بود که از تاریخ ۱۹۹۰ تا تاریخ ۱۹۹۵ سمت نمایندگی دوره اول شورای عالی جمهوری ارمنستان را برعهده داشت.

## زندگی‌نامه
در ۱۵ دسامبر ۱۹۲۹ در ارمنستان به دنیا آمد و از دانشگاه دولتی ایروان (۱۹۵۳) فارغ‌التحصیل شد.  تاریخ درگذشت وی نامعلوم است.